# 南开大学图书馆

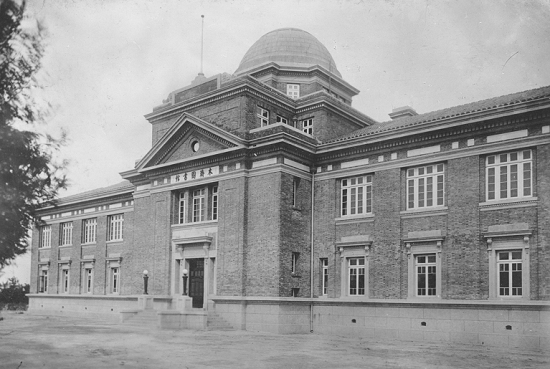
卢木斋向私立南开大学捐建的木斋图书馆

南开大学图书馆，自1919年建校起即为南开大学的藏书单位，1927年卢木斋向南开大学捐资兴建了木斋图书馆是南开大学图书馆的前身。

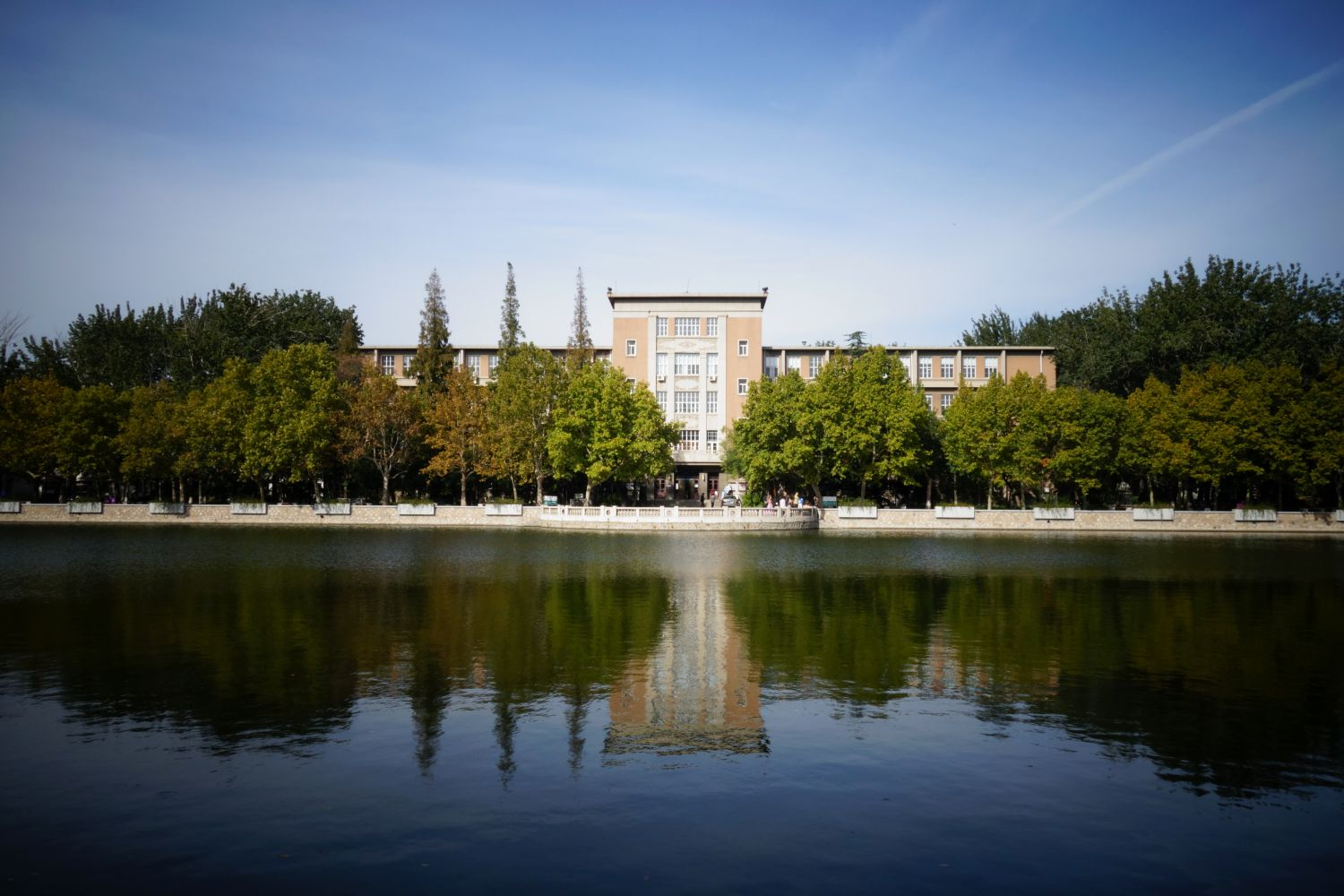
南开大学老图书馆

抗日战争结束后，南开大学复校后在天津八里台兴建了图书馆，被称为“老图书馆”。1985年，南开大学兴建了新的图书馆大楼，被称为“新图书馆”。2015年，南开大学津南校区启用，津南校区图书馆作为新校区的标志性建筑同步落成。
津南校区图书馆内设有南开大学古籍修复技艺传习所，2020年10月成立，是五家全国高校传习所之一。2021年11月，南开大学古籍修复技艺传习所的首个项目《林颂河手札》修复完成。